# Tabríz
Tabríz (persky تبریز‎, ázerbájdžánsky تبريز, Təbriz) je čtvrté největší město v Íránu a středisko provincie Východní Ázerbájdžán. Město se rozkládá v údolí, v nadmořské výšce 1350 m na soutoku řek Kuri a Adži, severně od něj se vypíná masiv stratovulkánu Kúh-e Sahand (3750 m n. m.) V roce 2006 zde žilo 1 460 961 obyvatel, z velké části etnických Ázerbájdžánců.
V Tabrízu je mezinárodní letiště, které má ale jen regionální význam. Hlavními odvětvími zdejšího průmyslu jsou strojírenství, petrochemický průmysl a výroba automobilů a stavebních hmot. Jde o druhé nejprůmyslovější město Íránu.

## Přírodní podmínky
Klima v Tabrízu charakterizují suchá léta a poměrně tuhé zimy (s teplotami těsně nad bodem mrazu). Nejvyšší letní teploty se pohybují kolem 33 °C, ročně zde spadne zhruba 310 milimetrů srážek. Geologicky je celá oblast značně nestabilní, což se projevuje častými zemětřeseními.

## Historie
Tabríz, kulturní centrum íránského Ázerbájdžánu, byl založen nejspíš za vlády dynastie Sásánovců (224–651), nelze však úplně vyloučit, že je mnohem starší – na jednom asyrském nápisu je zmiňována pevnost jménem Tauri, snad identická s dnešní metropolí. Podle staré místní legendy, vesměs zpochybňované, vzniklo město v době arabské nadvlády koncem 8. století a jeho zakladatelkou byla manželka chalífy Hárúna ar-Rašída Zubajda, jež se po těžké nemoci zdržovala v těchto končinách.
Ve 12. století byl založen kostel arménské apoštolské církve, nahrazený roku 1785 novostavbou. Období rozkvětu Tabríz zažil především ve 13. a 14. století za vlády mongolských ílchánů, kdy se stal dočasně hlavním městem říše. Jeho osudy byly poté velmi proměnlivé – v roce 1392 ho vypálil Tímúr Lenk, v 15. století jej obnovila turkmenská dynastie Karakojunlu, jejíž vládce Džahánšáh (1438–1467) se zde usídlil, v raném novověku o něj zápasili perští Safíovci s Osmanskými Turky. V dobách Safíovců se Tabríz stal nakrátko opět hlavním městem říše.
Po nástupu dynastie Kádžárovců roku 1795 se město změnilo v rezidenci perského korunního prince, jeho větší rozvoj však nastal až v první polovině 20. století, kdy vznikly moderní čtvrtě, zčásti postavené pod vlivem tehdejší sovětské architektury. V letech 1945–1946 byl Tabríz sídlem prosovětské „Lidové vlády Ázerbájdžánu“.

## Pamětihodnosti

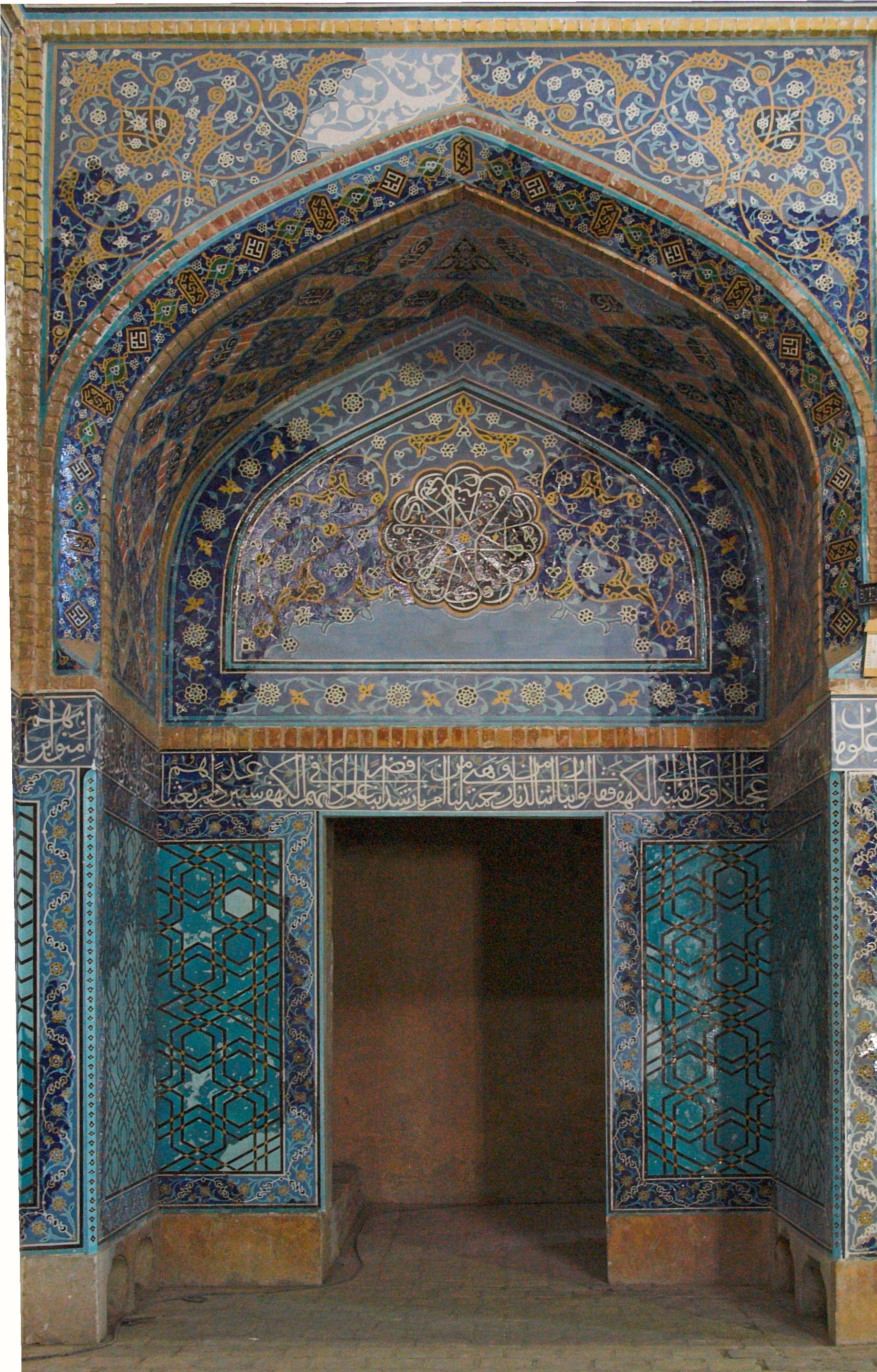
Vchod Modré mešity

- Modrá mešita z 15. století, dokončená Džahánšáhem z rodu Karakojunlu, poškozená zemětřesením z roku 1779-1780, zčásti obnovená. Je zbudována ze šestibokých cihel na čtvercovém půdorysu, se střední kupolí. Vstupuje se do ní značně poškozeným ívánem ze severní strany. Název je odvozen z obkladů modře a bíle glazovanými obkladačkami a mozaikami, má také mramorové nápisové desky.
- Arg-e Alíšáh - první stavba z let 1316–1335 sestávala z mešity, modliteben a knihovny, jejím stavebníkem byl Tádžuddín Alíšáh Tabrízí, vezír ílchána Öldžejtü. Při zemětřesení v roce 1641 se část zřítila. V období kolem rusko-perské války (1804-1828) byl areál přestavěn pro vojenské účely: přibyla slévárna děl, vojenské velitelství, kasárna a citadela, ve které bydlel íránský generál ruského původu Samson Jakovlevič Makincev (Samson Chan, 1780-1849) s manželkou, dcerou prince Alexandra Gruzínského. Také během ruské vojenské okupace města v roce 1911 zde Rusové měli velitelství. Za dynastie Pahlaví od roku 1979 byly přístavby z 19. století zbořeny.  
  - Nová  městská mešita Grand Musalla o kapacitě téměř 1000 lidí byla postavena vedle Arg-eAlíšahu v roce 1997.
- Páteční mešita ze seldžucké éry
- Bazar v Tabrízu - historický komplex staveb, patří společně s bazarem v Isfahanu k nejstarším a podle plochy je dokonce největším zastřešeným obchodním, ubytovacím a náboženským střediskem tohoto typu na světě[1]. Byl založen asi roku 1270, od středověku byl významnou zastávkou na Hedvábné stezce; Marco Polo jej zmiňuje pod názvem "Tauris".

V roce 2010 byl bazar zapsán na seznam Světového dědictví UNESCO.

## Muzea
- Sa'at Tower - hodinová věž z roku 1931; architektura stylu art deco; přiléhá k budově radnice; je sídlem městské expozice tabrízských koberců
- Muzeum textilu - vystavuje rovněž místní produkci koberců, dále folklórní oděvy a šátky
- Ázerbájdžánské muzeum - hlavní archeologické a historické muzeum města, má tři oddělení; v galerii vystavuje svá díla současný sochař a malíř Ahad Hosseini.

Další významná turisticky atraktivní místa byla v minulosti poničena  periodicky se opakujícím zemětřesením, nejničivěji zasáhla roku 1641 a 1780. 

## Vzdělání
Ázerbájdžánská univerzita Šáhida Madaniho byla založena roku 1987.

## Galerie

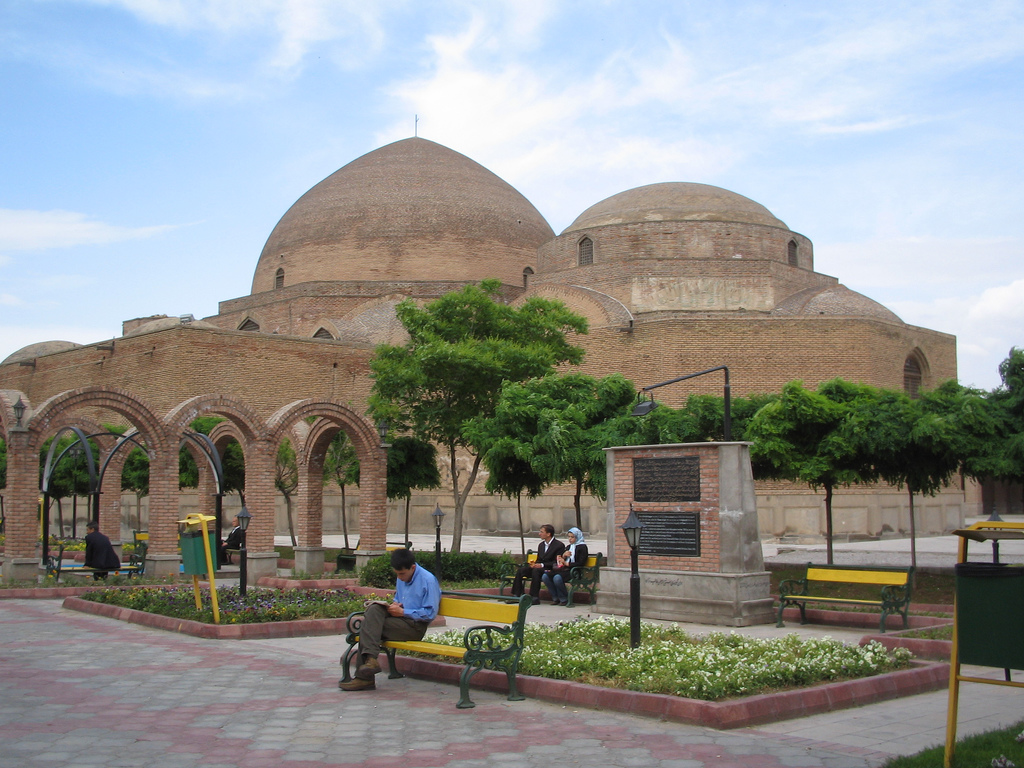
Modrá mešita
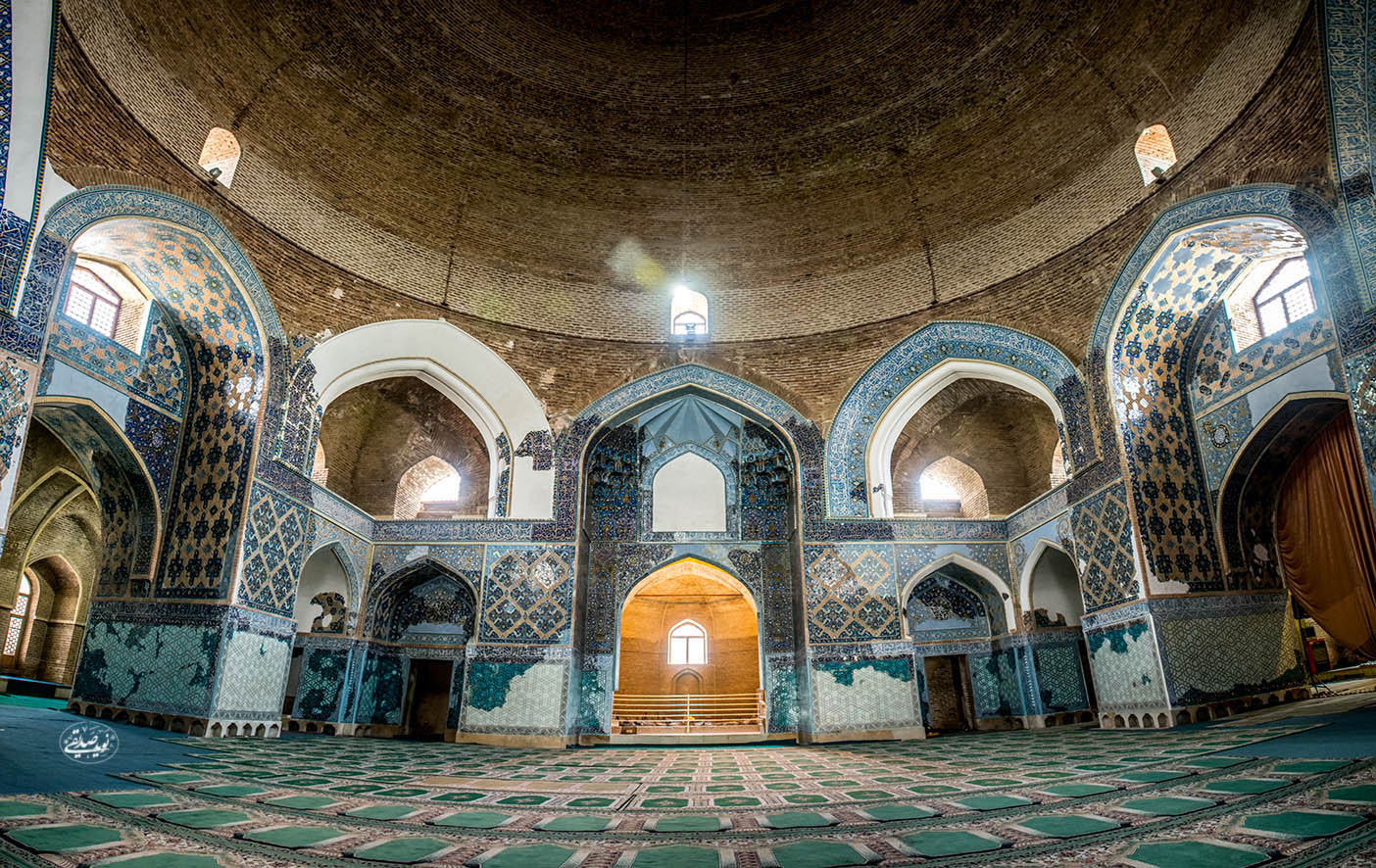
Interiér Modré mešity
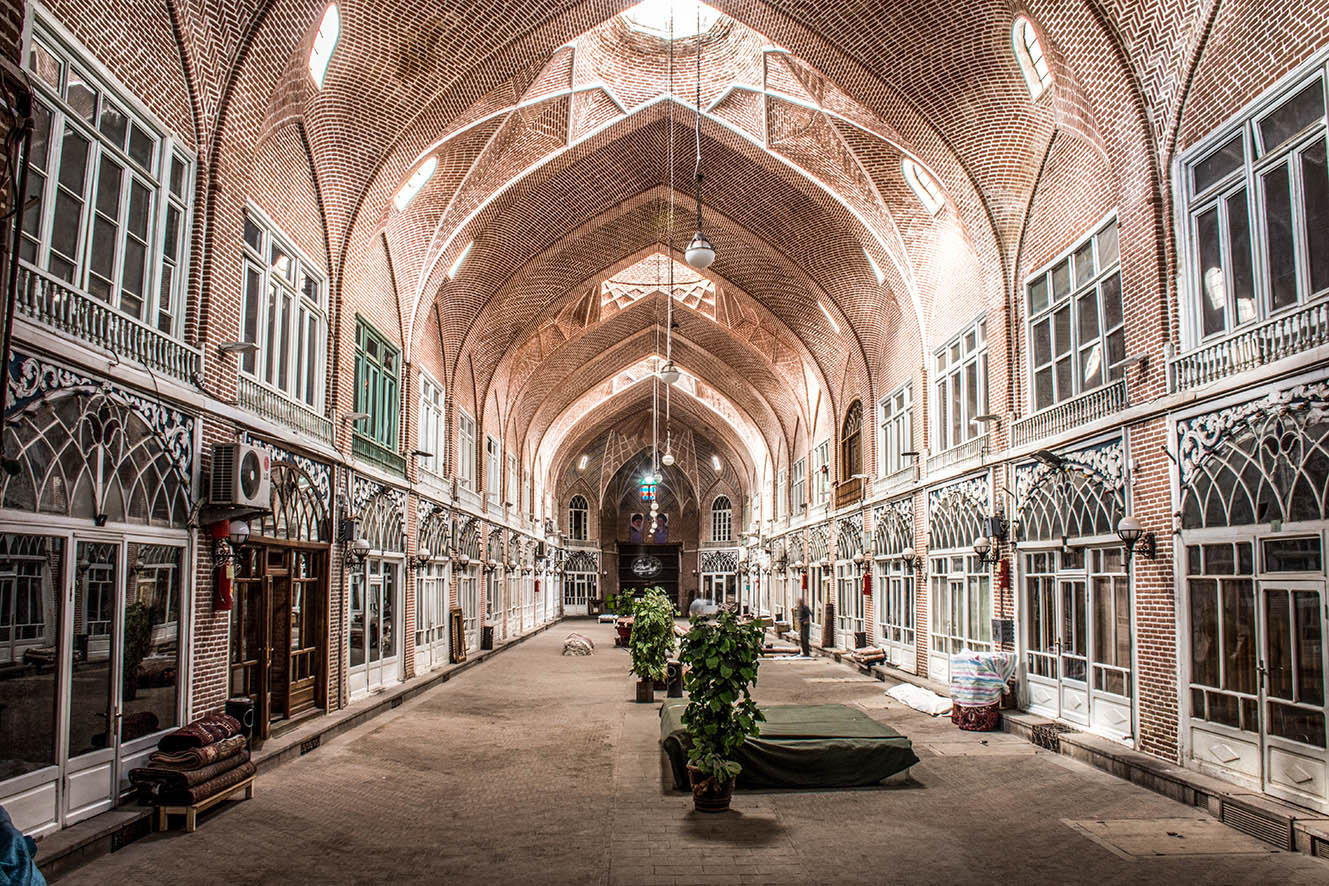
Velký bazar
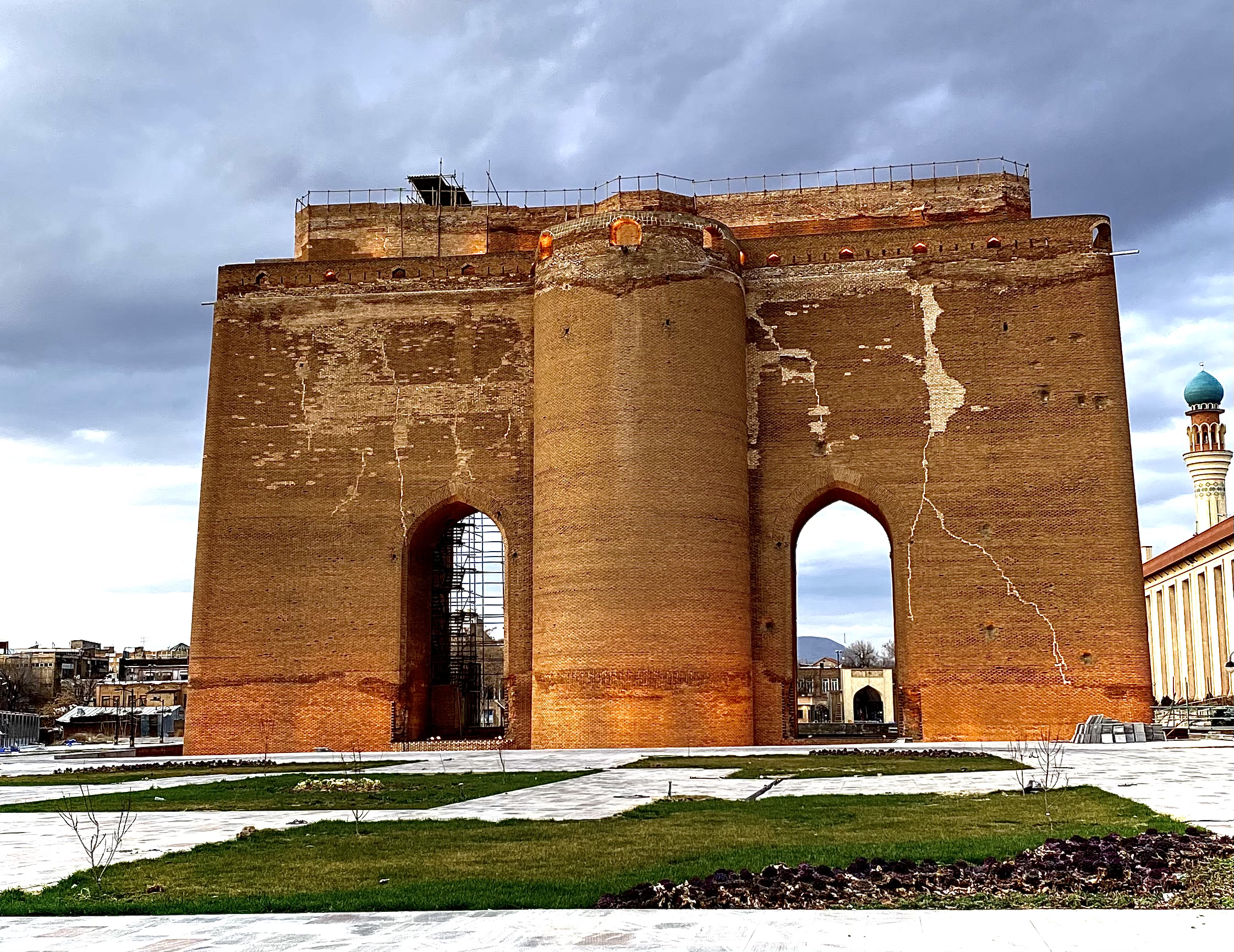
Arg e'Alíšáh
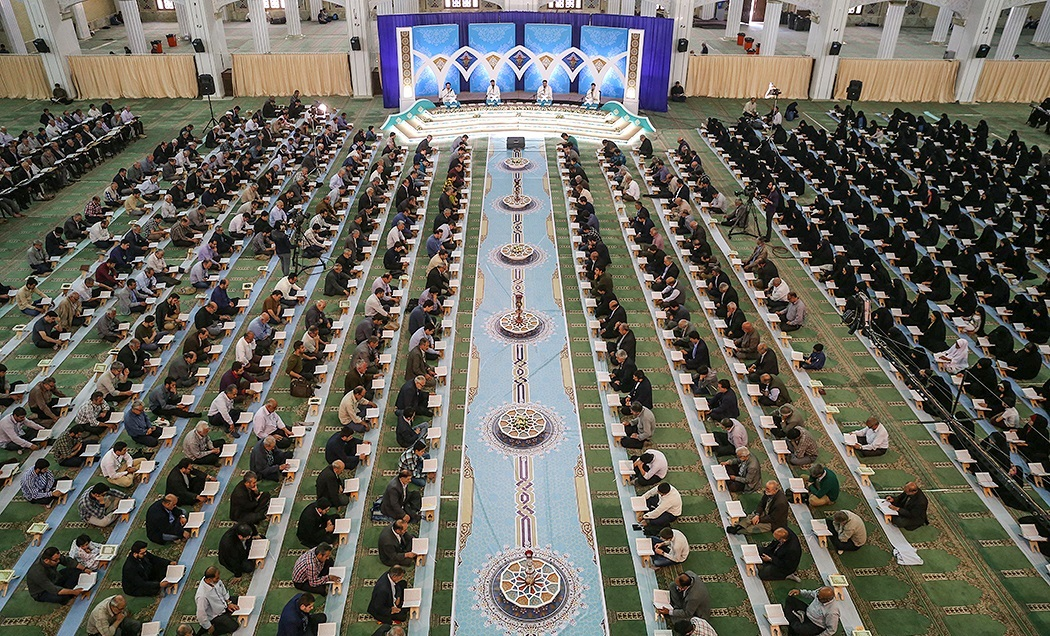
Grand Musalla při ramadanu 2018

## Partnerská města
- Baku, Ázerbájdžán (1980)
- Erzurum, Turecko (2011)
- Gandža, Ázerbájdžán (2015)
- Gaza, Stát Palestina
- Ho Či Minovo Město, Vietnam (2015)
- Chudžand, Tádžikistán (2011)
- Istanbul, Turecko (2010)
- İzmir, Turecko (2010)
- Karbalá, Irák (2016)
- Kazaň, Rusko (2009)
- Konya, Turecko (2013)
- Mohylev, Bělorusko (2012)
- Wu-chan, Čína (2010)